# Премія імені Ярослава Мудрого
Премія імені Ярослава Мудрого — премія України, яку присуджують фахівцям у галузі права, зокрема науковцям, викладачам, державним діячам.

## Засновники премії
Заснована 2001 року Академією правових наук України та Національною юридичною академією імені Ярослава Мудрого.

## Мета присудження
Присудження цієї Премії має за мету відзначити не тільки видатні досягнення в галузі юридичної науки, у підготовці юридичних кадрів, за заслуги в законотворчій, судовій та іншій правозастосовчій діяльності юристів, а й стимулювати їх до активної та плідної роботи на користь України.

## Порядок присудження
Оголошення про проведення конкурсу щодо присудження премії друкується в юридичних виданнях України
Премію присуджують шляхом таємного голосування на засіданні Комітету з присудження Премії імені Ярослава Мудрого, який створюється із представників юридичної громадськості України спільним рішенням Президії Академії правових наук України та Вченої ради Національної юридичної академії України.
Особа може бути Лауреатом за кожною номінацією лише один раз.

## Висунення кандидатів
Висунення кандидатів на присудження Премії провадиться рішеннями:
- Комітетів Верховної Ради України,
- Верховним Судом,
- Конституційним Судом України,
- вченими радами юридичних навчальних закладів і наукових установ,
- колегіями Офісу Генерального прокурора,
- колегіями центральних правозастосовчих органів

### Підстави для висунення кандидатів
- монографії, підручники, навчальні посібники, науково-практичні коментарі чинного законодавства; юридичні енциклопедії;

- цикли наукових праць, надрукованих у фахових виданнях;

- підготовка докторів і кандидатів юридичних наук;

- видатні особисті досягнення у службовій та громадській діяльності, у галузі підготовки юридичних кадрів, у законотворчій, судовій і правозастосовчій діяльності, у розбудові демократичної правової держави Україна;

- інші видатні досягнення й заслуги в розбудові демократичної правової держави Україна.

## Номінації
1. за видатні досягнення в науково-дослідній діяльності з проблем правознавства;
2. за видатні заслуги в галузі підготовки юридичних кадрів;
3. за видатні заслуги в законотворчій, судовій і правозастосовчій діяльності;
4. за підготовку й видання підручників для студентів юридичних спеціальностей вищих закладів освіти.

У конкурсі з першої та четвертої номінації можуть брати участь як одна особа, так і група осіб (не більше восьми).

## Вшанування осіб, яким присуджена премія
1. Особам (лауреатам), яким присуджена премія, вручаються диплом і пам'ятний нагрудний знак — медаль.
2. Лауреатам премії видається грошова винагорода, розмір якої визначається кожного року рішенням Комітету з присудження Премії.
3. Вшанування лауреатів Премії провадиться на спільному засіданні Президії Академії правових наук України та Вченої ради Національної юридичної академії України імені Ярослава Мудрого.
4. Прізвища лауреатів премії друкуються в засобах масової інформації.